# Rhodostrophia debilis
Rhodostrophia debilis är en fjärilsart som beskrevs av Edward P. Wiltshire 1949. Rhodostrophia debilis ingår i släktet Rhodostrophia och familjen mätare. Inga underarter finns listade.